# 小美田隆義
小美田隆義（おみだたかよし、1852(嘉永5)年 - 1925(大正14)年3月3日）は、日本の国粋主義者で島原藩士。
伊藤博文や木戸孝允と接触した、政界のフィクサー。杉山茂丸、内田良平などとも交流があった。
また、名前を小美田隆美、としているものもあるが、墓誌内に「隆義」とあることや、杉山茂丸の著書『杉山茂丸過去帳』は「小美田隆義」という名前で出てくることから「小美田隆義」が正しいと判断し、この項では説明する。墓所は多磨霊園。